# Българан (списание)
Вижте пояснителната страница за други значения на Българан.
„Българан“ е българско хумористично списание.
Излиза всяка седмица от 29 април 1916 до юни 1924 г. в София.
Списанието се урежда от Александър Божинов, Димитър Подвързачов и Райко Алексиев. Списанието продължава традициите на вестник „Българан“ (1904 – 1909 г.). В него се публикуват хумористични текстове и карикатури. През годините редактори са Николай Фол, Петър Морозов, Христо Смирненски, Йордан Сливополски, Иван Генадиев, Георги Райчев, Йордан Стратиев, Йордан Стубел, Васил Павурджиев, Александър Божинов, Райко Алексиев и Тома Измирлиев.